# 利翠英
利翠英（1912年—），女，广东防城（今属广西）人，中国昆虫生理学家，曾任第三、四、五、六届全国政协委员。